# 九州トップクラブリーグ
九州トップクラブリーグ（きゅうしゅうトップクラブリーグ）は、九州ラグビーフットボール協会が主催するクラブチームによるラグビーユニオンのリーグ戦である。2020年、コロナの影響で、開催中止となった。

## 参加チーム
- 2019年度:[2]
- 川南クラブ（宮崎）
- 熊本サンデーズクラブ（熊本）
- 福岡かぶと虫クラブ（福岡）
- やんばるクラブ（沖縄）
- 玖珠クラブ（大分）
- 甲南クラブ（鹿児島）
- 帆柱クラブ（福岡）
- 玄海TANGAROA（福岡）

## 九州トップクラブリーグ 歴代優勝チーム
- 2012年 福岡かぶと虫クラブ
- 2013年 玄海TANGAROA
- 2014年 玄海TANGAROA
- 2015年 玄海TANGAROA
- 2016年 川南クラブ
- 2017年 玄海TANGAROA
- 2018年 福岡かぶと虫クラブ
- 2019年 川南クラブ